# NGC 1634
NGC 1634 je galaksija u zviježđu Biku.

## Vanjske poveznice
- SEDS: NGC 1634